# Vexillum (zespół muzyczny)
Vexillum – włoski zespół muzyczny grający muzykę epic/power-metalową. 
W roku 2011 zespół przyjechał do Polski. Dnia 21 lutego w katowickim Mega Clubie wystąpił obok Vision of Atlantis jako support Rhapsody of Fire.

## Muzycy

### Obecny skład zespołu
- Dario Vallesi – śpiew
- Michele Gasparri – gitara
- Andrea Calvanico – gitara
- Francesco S. Ferraro - gitara basowa
- Francesco Girardi – perkusja

### Muzycy studyjni i koncertowi
- Stefano Bottarelli – keyboard

## Dyskografia

### Dema
- Neverending Quest  (2007)

### Albumy studyjne
- The Wandering Notes (2011)
- The Bivouac (2012)